# Chrysotoxum fuscomarginatum
Chrysotoxum fuscomarginatum är en tvåvingeart som beskrevs av Enrico Adelelmo Brunetti 1923. Chrysotoxum fuscomarginatum ingår i släktet getingblomflugor, och familjen blomflugor.
Artens utbredningsområde är Pakistan. Inga underarter finns listade i Catalogue of Life.